# Mordella velutina panonica
Mordella velutina panonica es una subespecie de coleóptero de la familia Mordellidae.

## Distribución geográfica
Habita en Hungría.